# Sessiluncus heterotarsus
Sessiluncus heterotarsus är en spindeldjursart som först beskrevs av Giovanni Canestrini 1897.  Sessiluncus heterotarsus ingår i släktet Sessiluncus och familjen Ologamasidae. Inga underarter finns listade i Catalogue of Life.